# IC 3609
IC 3609 је спирална галаксија у сазвјежђу Береникина коса која се налази на листи објеката дубоког неба у Индекс каталогу.
Деклинација објекта је + 14° 21' 11" а ректасцензија 12h 38m 34,7s. Привидна величина (магнитуда) објекта IC 3609 износи 14,6 а фотографска магнитуда 15,4. IC 3609 је још познат и под ознакама CGCG 99-101, VCC 1765, double system ?, PGC 42251.